# (1791) Пацаев
(1791) Пацаев (лат. Patsayev) — типичный астероид главного пояса, открытый 4 сентября 1967 года советским астрономом Тамарой Смирновой в Крымской обсерватории и назван в честь лётчика-космонавта СССР, Героя Советского Союза Виктора Пацаева, который погиб при разгерметизации спускаемого аппарата Союз-11.